# 3504 Kholshevnikov
3504 Kholshevnikov este un asteroid din centura principală, descoperit pe 3 septembrie 1981 de Nikolai Cernîh.